# 阿德里安·拉德利
阿德里安·拉德利（英語：Adrian Radley，1976年4月22日—），澳大利亚男子游泳运动员，主攻仰泳。他曾代表澳大利亚参加1998年英联邦运动会游泳比赛，获得一枚金牌和一枚银牌。